# Jupp Francotte

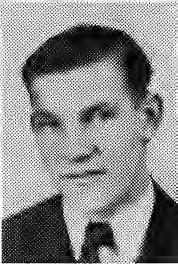
Jupp Francotte

Wilhelm Joseph (Jupp) Francotte (* 29. Dezember 1920 in Vaals; † 5. September 1944 in Valkenburg aan de Geul) war ein niederländischer Widerstandskämpfer im Zweiten Weltkrieg.
Der Dachdecker Jupp (niederländische Schreibweise: Joep) Francotte aus dem Niederländischen Grenzort Vaals bei Aachen weigerte sich, als Zwangsarbeiter nach Deutschland zu gehen und wurde dafür zu monatelanger Arbeit in einem Lager verurteilt. Er hatte bis zum Sommer 1944 für die Untergrundzeitung „Je Maintiendrai“ in Amsterdam gearbeitet, bevor er sich mit seinem Freund Sjeng Coenen der Widerstandsgruppe „Knokploeg Zuid-Limburg“ (Kampftruppe Süd-Limburg) anschloss. Nach den Verhaftungen in Weert, wo am 21. Juni 1944 fast die gesamte Spitze der Hilfsorganisation für Untergetauchte L.O. in der Provinz Limburg (Niederlande) verhaftet worden war und dem „Schlag von Wittem“, bei dem genau einen Monat später, am 21. Juli 1944, zehn Personen des Bezirks Gulpen der L.O. verhaftet wurden, war eines der Ergebnisse der anschließenden Folterverhören, dass die Sicherheitspolizei (Sipo) aus Maastricht, angeführt vom sadistischen Verhörspezialisten Richard Nitsch und seinem Chef Max Strobel am 22. Juli 1944 in ein Haus in Simpelveld einfielen. Dort hofften sie, Francottes Freund Sjeng Coenen (sprich: Scheng Kunnen) zu verhaften. In diesem Moment wurde gerade dessen Onkel begraben. Coenen konnte das Haus rechtzeitig verlassen.
Francotte und Coenen schlossen sich daraufhin dem Knokploeg Zuid-Limburg an. zogen in die Taucherherberge der LO in Geulhem in de damaligen Gemeinde Valkenburg-Houthem. Diese ausgedehnte unterirdische Kalksteingrube diente als Versteck und später auch als Gefängnis für gefangene Deutsche und Kollaborateure. Sie beteiligten sich am 2. September 1944 an dem Angriff auf das Gefängnis von Maastricht. Bei diesem Überfall wurden 80 Gefangene befreit.
Am 5. September 1944 (Dolle Dinsdag) wurden Coenen und Francotte von den Deutschen festgenommen. Sie hatten gerade Fahrzeuge aus dem Bauernhof von J. F. A. Horsmans im Flecken Ulestraten bei Meerssen abgeholt (dies war nicht ihr Hauptquartier, das sich im selben Ort befand) und sie in einem Wald versteckt, weil dort zurückziehende deutsche Soldaten untergebracht werden sollten, aber sie waren noch nicht ganz fertig. Als sie zurückkamen, waren die Deutschen bereits eingetroffen. Diese wurden misstrauisch, trotz Bestätigung von Horsmans, dass sie Bekannte von ihm waren, und fanden eine Pistole bei Coenen. Im Auftrag des Valkenburger Ortskommandanten Bernhardt wurden sie auf dem Cauberg erschossen. Der ebenfalls anwesende F. M. Meulenkamp hatte entkommen können, weil Coenen die Aufmerksamkeit abgelenkt hatte.

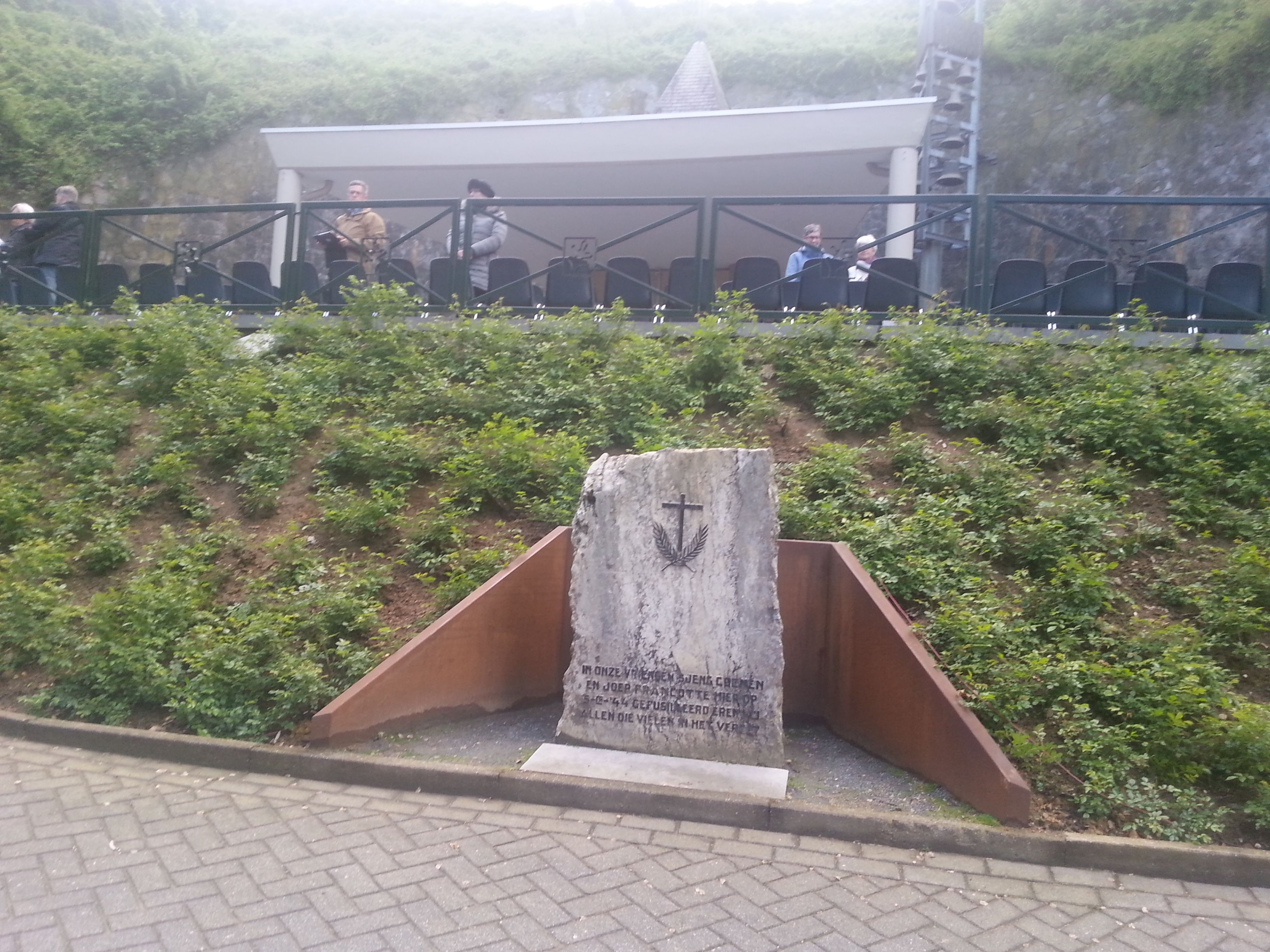
Gedenkstein für Coenen und Francotte auf dem Cauberg in Valkenburg

Das Denkmal für die Gefallenen des Limburger Widerstands wurde an der Stelle errichtet, an der Coenen und Francotte hingerichtet wurden. Im Jahr 1958 wurde dort eine sechseckige Kapelle errichtet, mit an den Wänden die Namen der im Zweiten Weltkrieg gefallenen limburgischen Widerstandskämpfer. Vor der Kapelle befindet sich direkt an der Straße ein Gedenkstein für Coenen und Francotte. In der Kapelle selbst findet jährlich am 4. Mai, wie überall im Lande, unter dem Namen Nationale Dodenherdenking eine Gedenkfeier statt für alle Toten der letzten Kriege. Der nächste Tag, also der 5. Mai, ist der Nationalfeiertag, an dem in die Befreiung des ganzen Landes vom Nationalsozialismus erinnert wird. Bis 2005 fand in dieser Kapelle jedes Jahr Anfang September ein gesonderte Gedenkfeier der Vereinigung der ehemaligen Limburger Widerstandskämpfer (Voormalig Verzet Nederland, Abteilung Limburg) statt, denn die Befreiung von großen Teilen von Limburg war schon im September 1944. Die Vereinigung ist inzwischen ausgestorben.